# Người giúp việc (phim)
Người giúp việc (tựa gốc: The Help) là một bộ phim được chuyển thể từ tiểu thuyết cùng tên của nhà văn Mỹ Kathryn Stockett. Bộ phim nói về câu chuyện của những người giúp việc gốc Phi làm việc trong các gia đình người da trắng ở Jackson, Mississippi vào thời điểm những năm đầu của thập niên 1960. Skeeter là một nhà báo và cô đã quết định viết một cuốn sách kể về câu chuyện của những người giúp việc da đen qua đó giúp phơi bày sự phân biệt chủng tộc rất rõ rệt của các gia đình da trắng với họ.
Bộ phim lấy bối cảnh ở Jackson, Mississippi với các ngôi sao điện ảnh lớn như Emma Stone, Viola Davis, Octavia Spencer, Bryce Dallas Howard, Jessica Chastain, Sissy Spacek, Mike Vogel, Mary Steenburgen và Allison Janney.

## Nội dung
Aibileen Clark (Viola Davis) là một người Mỹ gốc Phi vừa mất con trai, làm giúp việc tại một gia đình người da trắng với công việc hàng ngày là dọn dẹp nhà cửa, nấu ăn và chăm sóc con cái của chủ nhà. Minny Jackson (Octavia Spencer) cũng là một người giúp việc da đen, có tính tình bộc trực và cô vừa bị sa thải vì sử dụng nhà vệ sinh của chủ nhà.
Eugenia "Skeeter" Phelan (Emma Stone) là một cô gái da trắng trẻ tuổi vừa tốt nghiệp đại học Mississippi và cô trở về nhà để thăm gia đình và thăm người giúp việc da đen, người đã làm việc trong gia đình cô trong suốt 29 năm và là người chăm sóc cô trong suốt tuổi thơ của cô. Tuy nhiên khi trở về nhà, người gúp việc cho nhà cô Constantine đã không còn ở đó, điều này khiến cô nghi ngờ rằng mẹ mình đã sa thải người giúp việc này.
Không giống như bạn bè, tất cả đều đã kết hôn và sinh con, Skeeter lại quan tâm đến sự nghiệp của mình là một nhà văn. Cô tìm được việc tại một tờ báo địa phương và cô muốn nhờ Aibileen giải đáp một số câu hỏi gửi đến chuyên mục của cô. Skeeter cảm thấy khó chịu với sự giúp đỡ của đám bạn mình, đặc biệt là Hilly Holbrook (Bryce Dallas Howard), người luôn luôn khinh rẻ những người giúp việc và là chủ cũ của Minny. Giữa thời đại của sự phân biệt đối xử qua màu da, Skeeter là một trong số ít người có quan điểm tiến bộ chống lại suy nghĩ đó, cô đã quyết định viết một cuốn sách ghi lại câu chuyện của những người giúp việc ở địa phương, những người phải chăm sóc con cái của những người da trắng nhiều hơn chăm sóc con mình.
Các người giúp việc ở Jackson ban đầu không dám nói chuyện với Skeeter vì luật của tiểu bang. Skeeter ban đầu gặp phải khó khăn khi vận động những người giúp việc da đen kể lại câu chuyện của mình. Ban đầu là với Aibileen, Aibileen có thời gian làm người giúp việc lâu năm và cô vừa bị mất con trong một tai nạn giao thông gây ra bởi một người da trắng, vì rất đau khổ với cái chết của con trai và vô cùng bức xúc về sự phân biệt chủng tộc nên Aibileen quyết định kể cho Skeeter câu chuyện đầu tiên của mình. Đúng thời điểm này, Minny vừa bị sa thải, tình cờ gặp Skeeter trong nhà Aibileen, cuối cùng Minny cũng quyết định kể câu chuyện của mình.
Sau khi thu thập được câu chuyện của Aibileen và Minny, Skeeter gửi đến cho Stein, một tổng biên tập làm việc ở New York, người cảm thấy thú vị với ý tưởng của Stein về câu chuyện của các người giúp việc. Nhưng vì chỉ có 2 câu chuyện, số lượng đó chưa đủ để thuyết phục Stein cho in cuốn sách. Stein đã thôi thúc Skeeter nên có thêm nhiều câu chuyện nữa và nên hoàn thành sớm nếu không ý tưởng này sẽ đi vào quên lãng. Tưởng như bế tắc, nhưng lúc này người giúp việc mới của Hilly bị bắt vì ăn trộm đồ (để lấy tiền cho con đi học), tất cả những người da đen đều chứng kiến cảnh người giúp việc này bị bắt một cách tàn nhẫn và điều này đã làm nên một làn sóng bất bình trong xã hội của những người da đen. Tất cả những người giúp việc tập trung đến nhà của Aibileen để kể cho Skeeter về cấu chuyện của mình, họ kể tất cả mọi thứ, bao gồm những người tốt thường xuyên giúp đỡ họ và cả những người phân biệt đối xử với họ.
Cuối cùng cuốn tiểu thuyết được hoàn thành và gửi về New York. Sự thành công của nó đã làm cho Skeeter kiếm được công việc ở New York, còn ở Jackson, Hilly điên tiết với cuốn tiểu thuyết của Skeeter, cô ta viện cớ nói Aibileen lấy cắp đĩa bạc và sẽ cho cô đi tù, nhưng ngay lúc này Aibileen đã đáp lại lời buộc tội vô lý của Hilly. Lúc này, Mae Mobley con gái của Elizabeth, chủ của Aibileen chạy ra ôm cô, và từ đó cô chính thức từ bỏ công việc này. Còn Minny thì tiếp tục công việc người giúp việc của mình tại nhà của Celia, một người da trắng tốt bụng khác hẳn với những người da trắng khác, luôn luôn đối xử bình đẳng với cô.

## Vai diễn
- Emma Stone: Eugenia "Skeeter" Phelan
- Viola Davis: Aibileen Clark
- Bryce Dallas Howard: Hilly Holbrook
- Octavia Spencer: Minny Jackson
- Jessica Chastain: Celia Foote
- Ahna O'Reilly: Elizabeth Leefolt
- Allison Janney: Charlotte Phelan
- Anna Camp: Jolene French
- Chris Lowell: Stuart Whitworth
- Cicely Tyson: Constantine Bates
- Mike Vogel: Johnny Foote
- Sissy Spacek: Mrs. Walters
- Brian Kerwin: Robert Phelan
- Leslie Jordan: Mr. Blackly
- Mary Steenburgen: Elain Stein
- Nelsan Ellis: Henry
- David Oyelowo: Preacher Green
- Dana Ivey: Grace Higgenbottom

## Giải thưởng
Bộ phim này đã giành được rất nhiều đề cử và giải thưởng:
Liên hoan phim Hollywood:
- "Ensemble of the Year" - Chiến thắng
- "Hollywood Breakthrough Award" - Jessica Chastain - Chiến thắng

People's Choice Awards lần thứ 38:
- "Favorite Movie" - chờ
- "Favorite Drama Movie" - chờ
- "Favorite Book Adaptation" - chờ
- "Nữ diễn viên dược yêu thích nhất" - Emma Stone - chờ

New York Film Critics Circle Awards:
- Nữ diễn viên phụ xuất sắc nhất - Jessica Chastain (also for Take Shelter và The Tree of Life) - Chiến thắng

Satellite Awards:
- Actress in a Motion Picture - Viola Davis - chờ
- Actress in a Supportin Role - Octavia Spencer - chờ
- Director - Tate Taylor - chờ
- Adapted Screenplay - Tate Taylor - chờ